# Yasutoshi Miura
Pour les articles homonymes, voir Miura (homonymie).
Yasutoshi Miura (三浦 泰年, Miura Yasutoshi) est un footballeur japonais né le 15 juillet 1965, à Shizuoka, dans la préfecture de Shizuoka, au Japon.